# アリサの誕生日
アリサの誕生日（ロシア語: День рождения Алисы, translit. Den' rozhdeniya Alisy）は、2009年に公開された映画。